# Universidade de Chiang Mai
A Universidade de Chiang Mai (CMU, na sigla em inglês) (em tailandês: มหาวิทยาลัย เชียงใหม่) é uma universidade pública tailandesa localizada no norte do país. Fundada em 1964, tem ênfase em engenharia, agricultura e medicina. Abrange áreas de graduação, pós-graduação, técnico e educação continuada, oferecidas através da instrução residente. O seu principal campus situa-se entre Chiang Mai e Doi Suthep, ambos na província de Chiang Mai.
A universidade foi a primeira instituição de ensino superior no norte da Tailândia, e a primeira universidade provincial na Tailândia. Está entre as 100 melhores universidades da Ásia, de acordo com o Top Universities, sendo a terceira mais prestigiada universidade tailandesa. No ranking continental, ocupa a 92ª posição.

## Estrutura
A Universidade de Chiang Mai possui quatro campis, três deles em Chiang Mai e um em Lamphun, que em conjunto cobrem cerca de 14,1 km². Há dezoito conjuntos habitacionais localizados no campus para estudantes que frequentam a universidade. Dezessete deles estão no campus principal e um está no campus Mae Hea.
Há 20 faculdades e um colégio em três disciplinas.
Ciência e Tecnologia
- Faculdade de Agricultura
- Faculdade de Agro-Indústria
- Faculdade de Arquitectura
- Faculdade de Engenharia
- Faculdade de Ciência
- Faculdade de Artes de Mídia e Tecnologia
- Artes Liberais e Ciências Sociais
- Faculdade de Administração
- Faculdade de Economia
- Faculdade de Educação
- Faculdade de Belas Artes
- Faculdade de ciências humanas
- Faculdade de Direito
- Faculdade de Ciências Políticas e Administração Pública
- Faculdade de Ciências Sociais
- Faculdade de Comunicação em Massa

Ciência da Saúde
- Faculdade de Ciências Médicas Associadas
- Faculdade de Odontologia
- Faculdade de Medicina
- Faculdade de Enfermagem
- Faculdade de Fármacia
- Faculdade de Medicina Veterinária

Artes Liberais e Ciências Sociais
- Faculdade de Administração
- Faculdade de Economia
- Faculdade de Educação
- Faculdade de Belas Artes
- Faculdade de ciências humanas
- Faculdade de Direito
- Faculdade de Ciências Políticas e Administração Pública
- Faculdade de Ciências Sociais
- Faculdade de Comunicação em Massa